# Bonafós
Bonafós fou un trobador o, més probablement, un joglar del segle xiii. Era originari de l'Alvèrnia, de Velai, el Gavaldà o el Vivarès.
Es diu d'ell que era originari d'Orlhac. Sembla ser, a més, que no apreciava els seus habitants ni la gent l'Orlhac li tenia tampoc gaire simpatia, tal com es pot veure en un partiment que va compartir amb Cavaire.

## Partiment amb Cavaire
(99.1 = 111.1)
[Cavaire]
Bonafos, yeu vos envit
 e fatz vos un partimen
qu'aiatz domn'ab cors complit,
bell'e bon' et avinen,
o a tot vostre talen
detz borzes d'arsselhs qu'estan
a Orlac al vostre dan.
Ara parra, N Bonafos.
s'etz plus mals que amoros.
[Bonafós]
Cavaire, leu ai chauzit
e respondrai vos breumen:
mais am vilan deschauzit
quan l'atene si mantenen
que la belh'en cuy m'entren.
E dic vos, quossi que ss'an,
s'ieu.n tene detz a mon talan
huelhs n'auray e.ls companhos
o semblaran del pe vos.
[Cavaire]
En Rossinier deschauzit,
cobe, paubre, mal-dizen,
pretz avetz mes en oblit
e la dona avinen,
per dire deschauzimen
del onrat poble prezan
d'Aorlac, que.us volon tan
que, si.n fosson poderos,
vos agratz nom Malafos!
[Bonafós]
Ben aia selh que.us ferit,
Cavaire, del ferramen
que tan gen vos meschauzit
qu'anc pueys non anetz corren!
Merce.y fetz e chauzimen,
que romieus, so.n van comtan,
anavatz estrangolan;
e selh que vay ab lairos
tanh l'en aitals guazardos.
[Cavaire]
Vielh rossi, vairatz truan,
com a lop vos van cridan
ylh d'Aorlac, e membre vos
tot jorn vostras tracios.
[Bonafós]
Per aquo n'anatz e clopchan,
Cavair' e non. sabetz tan,
e.us n'es pus breus lo talos
quar doretz motz adiros.